# Villalba de Guardo
Villalba de Guardo è un comune spagnolo di 231 abitanti situato nella comunità autonoma di Castiglia e León.